# Андерс Федір Фердинандович
Федір Фердинандович Андерс (2 червня 1868, Київ — 31 травня 1926, Київ) — український інженер, конструктор першого в Україні дирижабля.

## Біографія
Народився 2 червня 1868 року в Києві. Навчався в реальному, потім — у землемірному училищах. Імовірно, в 1918 році заочно закінчив Київський політехнічний інститут.
У 1911 році збудував один з перших в Російській імперії дирижаблів — дирижабль м'якої конструкції «Київ». 9 жовтня 1911 року Андерс здійснив перший публічний політ на дирижаблі власної конструкції над Києвом, в Купецькому саду (тепер Хрещатий парк). Газети того часу писали про технічні характеристики аеростата так:
|  | Дирижабль має об'єм 890 м³. На ньому встановлено мотор „Анзані“ на 25 кінських сил із водяним охолодженням. Довжина балона 51 аршин, а човна, підвішеного до балона, - 25 аршинів. З одного боку човна встановлено двигун та інші механічні пристрої, а з іншого — невеликий металевий кошик для пасажирів.Оригінальний текст (рос.) Дирижабль имеет объём 890 м³. На нëм установлен мотор „Анзани“ в 25 лошадиных сил с водяным охлаждением. Длина баллона 51 аршин, а ладьи, подвешенной к баллону, — 25 аршин. На одной стороне лодки установлены мотор и другие механические приспособления, а на другой — небольшая металлическая корзина для пассажиров. |

Дирижабль «Київ», сконструйований Федором Андерсом, перевіз близько 200 пасажирів. Це було перше організоване перевезення пасажирів повітряним транспортом в Росії. Оболонка дирижабля мала 36,5 м у довжину, 7 метрів у діаметрі, робочий газ — водень, ємність оболонки — 1 000 м³. Гондола була обладнана мотором «НАГ» у 60 кінських сил.
29 серпня 1912 року трапилася катастрофа. Дирижабль вирушив з Києва в напрямку Чернігова і за 12 верст від Остра згорів. Причина загоряння невідома, однак припускається, що нею стала несправність системи подачі палива до двигуна. Згодом інженер сконструював інший дирижабль — «Київ-2», гондола якого мала форму човна й могла триматися на воді у випадку приводнення. За деякими даними, Федір Андерс близько року працював у Німеччині на заводах Цеппеліна.
Протягом 1913—1926 років мешкав у Києві в будинку № 50 на вулиці Фундуклеївській/Леніна. Помер 31 травня 1926 року. Похований у Києві на старій частині Байкового цвинтаря (ділянка № 5). 1961 року на могилі встановлений надгробний пам'ятник у вигляді прямокутної стели на постаменті, на якій висічений напис:

«Андерс Фёдор Фердинандович. Русский советский инженер-конструктор, дирижаблестроитель».

Стела і постамент виготовлені із лабрадориту.

## Вшанування

Меморіальна дошка

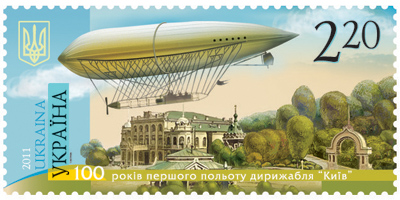
Художня поштова марка «100 років першого польоту дирижабля „Київ“»

На честь Федора Андерса в Києві було названо вулицю на Чоколівці та Совках (тепер тупик без назви; незважаючи на офіційну ліквідацію назви вулиці, зупинка тролейбусів № 9 і 22, а також автобуса № 78, і досі має назву «вулиця Федора Андерса»). У 2019 року таку ж назву отримала нова вулиця в Солом'янському районі міста Києва, в місцевості Совках.
На будинку № 50 на вулиці Богдана Хмельницькогоу Києві, де жив Федір Андерс, у 1970 році встановили меморіальну дошку (граніт; архітектор В. Л. Лоботинський).